# (4104) Alu
(4104) Alu es un asteroide perteneciente al cinturón de asteroides, descubierto el 5 de marzo de 1989 por Eleanor F. Helin desde el Observatorio del Monte Palomar, Estados Unidos.

## Designación y nombre
Designado provisionalmente como 1989 ED. Fue nombrado Alu en honor al astrónomo estadounidense y compositor Jeff T. Alu.